# Flandern-Rundfahrt 1950
Die Flandern-Rundfahrt 1950 war die 35. Austragung der Flandern-Rundfahrt, ein Eintagesrennen im Straßenradsport. Es wurde am 2. April 1950 über eine Distanz von 273 Kilometern ausgetragen. Die Flandern-Rundfahrt 1950 war Teil der Rennserie Challenge Desgrange-Colombo in der Saison 1950. Sieger wurde Fiorenzo Magni, der bereits 1949 gewonnen hatte.

## Rennen
Das Rennen startete in Gent und führte über die Anstiege Oude Kwaremont, Kruisberg, Edelareberg und die Muur van Geraardsbergen zum Ziel in Wetteren. Die 220 gestarteten Radrennfahrer aus fünf Nationen begannen das Rennen in scharfem Tempo. Alle Ausreißversuche scheiterten bis zum 133. Kilometer. Am Kwaremont setzten sich Magni und Schotte ab, am Kruisberg fuhr Magni auch seinem Begleiter davon und erreichte das Ziel als Solist. 21 Fahrer erreichten das Ziel.

## Ergebnis
|     | Fahrer                | Team               | Zeit              |
| --- | --------------------- | ------------------ | ----------------- |
| 1.  | Fiorenzo Magni        | Wilier Triestina   | 8: 15: 00 Stunden |
| 2.  | Albéric Schotte       | Alcyon–Dunlop      | + 2:15 Minuten    |
| 3.  | Louis Caput           | Olympia–Dunlop     | + 10:32 Minuten   |
| 4.  | Maurice Diot          | Mercier–Hutchinson | + 09:20 Minuten   |
| 5.  | André Maelbrancke     | Star–Nord          | gl. Zeit          |
| 6.  | Eugeen Van Roosbroeck | Alvyon–Dunlop      | gl. Zeit          |
| 7.  | Valère Ollivier       | Bertin–Wolber      | + 12:15 Minuten   |
| 8.  | Roger Gyselinck       | Groene Leeuw       | gl. Zeit          |
| 9.  | Basiel Wambeke        | Condor             | + 13:15 Minuten   |
| 10. | César Marcelak        | Mercier–Hutchinson | + 15:10 Minuten   |